# Lyrodus pedicellatus
Lyrodus pedicellatus är en musselart som först beskrevs av de Quatrefages 1849.  Lyrodus pedicellatus ingår i släktet Lyrodus och familjen skeppsmaskar. Inga underarter finns listade i Catalogue of Life.